# 中国乡村之声
中央人民广播电台中国乡村之声，2012年8月27日开始试播，9月26日正式开播，使用普通话播出，通过中波、调频（包括模拟广播和CDR数字广播）、农村大喇叭、互联网、移动终端客户端以及直播卫星等渠道覆盖全国，24小时播出（星期二凌晨0:05 - 4:55检修）。

## 概况
中国乡村之声于2012年9月27日开播，是中国第一套全国性对农广播频率，也是中国国家农村公共服务体系和应急广播体系的重要组成部分。时任中国国务院总理温家宝致信祝贺频率开播。2017年5月17日至6月10日，由于发射台检修，中国乡村之声的中波频率（720kHz）暂停播出；在此期间，中国乡村之声使用短波9700kHz（每天4:55-6:30、19:00-0:05）、17780kHz（每天6:30-19:00）进行播出。

## 节目时间表
| 时间  | 名称             |
| 05:00 | 健康到家         |
| 06:00 | 小康农家         |
| 06:30 | 三农早报         |
| 07:00 | 乡村振兴资讯     |
| 08:00 | 追梦2050         |
| 10:00 | 乡村音乐         |
| 11:00 | 乡村振兴资讯     |
| 12:00 | 善治之路         |
| 13:00 | 田野听书         |
| 14:00 | 快乐曲艺         |
| 15:00 | 健康到家         |
| 16:00 | 绽放梨园         |
| 17:00 | 乡村振兴资讯     |
| 18:00 | 追梦2050         |
| 20:00 | 山水乡愁         |
| 21:00 | 乡村音乐         |
| 22:00 | 善治之路         |
| 23:00 | 乡村讲堂         |
| 23:30 | 小康农家         |
| 0:00  | 田野听书         |
| 1:00  | 山水乡愁         |
| 2:00  | 追梦2050（重播） |
| 4:00  | 快乐曲艺         |

## 收听方式
- 模拟广播：
  - 中波：MW720kHz（华北地区）
  - 调频[1]：
    - 辽宁东港市：FM107.9MHz
    - 宁夏青铜峡市：FM101.4MHz
    - 内蒙古呼和浩特市：FM104.5MHz（5:00-14:00转播中央人民广播电台民族之声）
- 数字广播（CDR、DTMB）：随地区而变

除上述频率外，贵州凯里、江苏丹阳、湖北仙桃、内蒙古武川、新疆博州、新源、察布查尔、四川南江、邛崃、仁寿等地也会在当地电台的部分时段转播中国乡村之声的节目。另外，农村地区还可以通过中星九号直播卫星和农村有线广播收听中国乡村之声节目。